# Limosina antipoda
Limosina antipoda är en tvåvingeart som beskrevs av Rohacek 1984. Limosina antipoda ingår i släktet Limosina och familjen hoppflugor. Inga underarter finns listade i Catalogue of Life.